# Abraham Blooteling

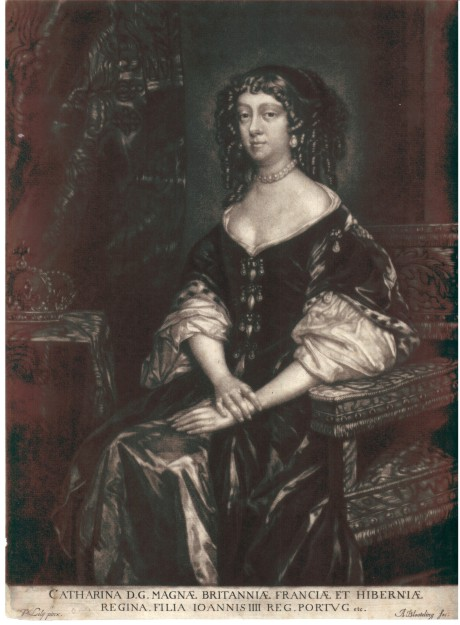
Porträt von Katharina von Braganza, nach Peter Lely, 1672

Abraham Blooteling (* 2. Dezember 1640 in Amsterdam; begraben am 20. Januar 1690 ebenda) war ein niederländischer Radierer, Schabkünstler und
Kupferstecher sowie Verleger.
Abraham Blooteling war ein Schüler von Cornelis van Dalen und schuf eine Reihe von Zeichnungen nach Peter Paul Rubens, die als Vorbilder in den Ateliers verwendet wurden. Später wendete er sich mit Vorliebe der Kupferstecherei zu, welche er durch seine Erfindung des Granierstahls verbesserte, weil dieser zur Wiedergabe Rembrandtscher Helldunkeleffekte geeigneter war. Er orientierte sich in vielen seiner Kupferstiche auch nach Bartholomeus van der Helst und Cornelis Pietersz. Bega.